# 尹寶山
尹宝山（?—?），热河林西（今属内蒙古自治区赤峰市）人。东北军及蒙古军将领。

## 生平
尹宝山出身土匪，后来加入了东北军，任骑兵第17旅团长。1933年3月，因骑兵第17旅旅长崔兴武弃职逃跑，尹宝山和刘继广、陈宝泉等推举李守信接任该旅旅长，并随即跟着李守信在林西投降了日军。日军任命李守信为热河游击司令，其部队编为三个支队（各支队均下辖三个团），尹宝山任第二支队司令。1933年9月，李守信所部改编为察东警备军，支队均改为师，尹宝山任第二师师长。其后，他随李守信参与进攻察哈尔东部的中国抗日军队。1936年5月12日，蒙古军政府在嘉卜寺成立，李守信部改为蒙古军，尹宝山仍任第二师师长，驻商都。1937年9月，他在商都战斗中失利，遂因此以及把井得泉团逼迫投靠了马占山而被日本最高顾问田中玖撤职，调任德化市（原化德县，1936年更名德化市，1937年更名德化县，今仍名化德县）副市长。其遗留下的师长一职由该师团长陈景春继任。
此后其生平不详。